# ボン (補給艦)
ボン（独: Bonn）は、ドイツ海軍の補給艦である。ベルリン級補給艦の3番艦で、艦名は連邦都市ボンに由来する。
ベルリン級補給艦は、ドイツ海軍で最大の艦艇だが、ボンは既製の2隻と比べ排水量がより大きい。既製艦とは建造に10年の隔たりがあるため、その経験及び技術の進歩によって、仕様は少なからず異なり、特に指揮能力と推進力が大幅に強化されている。ベルリン級補給艦の特徴でもあるMERZにも改良が加えられた。しかし、潜在する欠点を解消するため、2019年にiMERZへの更新が決定されている。
受注可能な国内企業4社による共同受注となったため、建造費は既製艦の倍となる3億5千万ユーロとなった。また、その4社のうちの1社が建造中に倒産したため、引き渡しが1年遅れた。
カナダ政府は、次期海軍支援艦はボンと同型にすると、2013年6月2日に発表した。

## 来歴
2010年3月22日に起工式、2010年9月16日にキール敷設式、2012年4月17日に進水式、2013年9月13日に艦旗授与式を行った。初代艦長にはBjörn Laueが就任した。
2014年
1月から5月24日まで、将来の使用に備えて広範な知識を得るため、北大西洋を一周する航海を行った。レイキャビクに寄港したあと、2月19日から7日間、カナダ海軍のハリファックス基地に停泊し、同軍関係者に艦の内外を公開した。それに続き、3月14日までカナダ海軍が主催した演習TGEX 2-14に参加した。その後、ニューヨーク、サントドミンゴ、ラゴス、コトヌー、ラスパルマスにも寄港した。途中、4月16日からアメリカ海軍が主催した演習Obangame Expressに参加した。9月にJobst Bergが艦長に就任した。
2015年
9月に開催されたドイツ、デンマーク、スウェーデン、フィンランドなど16か国の海軍が参加する演習Northern Coastsに参加した。11月、イングランド南西部にある漁港プリマスの漁師らが、漁場を航行したボンおよびフランクフルト・アム・マインによって、蟹籠が損傷し数千ポンドの損害を受けたと主張していることが報じられた。両艦は、イギリス海軍が主催した演習に参加していた。
2016年
1月9日から6月20日まで、第2常設NATO海上部隊に同部隊の旗艦として派遣された。派遣途中から、エーゲ海における密航船取り締まり任務が加わった。
2017年
2月27日から始まった南アフリカ海軍との演習Good Hope VIIに旗艦として参加した。また、3月26日から始まったイギリス国防省が主催する演習Joint Warrior 17-1に、6月2日から始まったNATOが主催する演習BALTOPSに参加した。7月20日に、艦長がJobst BergからMarkus Gansowに交代した。
2018年
11月30日から翌2019年5月4日まで、第2常設NATO海上部隊に派遣され、エーゲ海における密航船取り締まり任務に従事した。
2019年
6月9日から始まったNATOが主催する演習BALTOPSに参加した。8月22日にオルデンブルク地域警察本部が行ったテロリズム対処訓練に参加した。これは、ドイツ連邦軍史上初めての治安出動演習だった。9月2日から始まったドイツ、デンマーク、スウェーデン、フィンランドなど18か国の海軍が参加する演習Northern Coastsに参加した。
2020年
12月11日に、艦長がMarkus GansowからEike Deußenに交代した。
2021年
9月1日から12月21日まで地中海EU海軍部隊に派遣され、対リビア武器禁輸監視を主任務とするイリニ作戦に参加した。
2022年
5月20日から11月11日まで地中海EU海軍部隊に派遣され、対リビア武器禁輸監視を主任務とするイリニ作戦に参加した。

## 交流事業
艦名の由来となったボン市との交流を行なっている。2010年9月16日のキール敷設式で、ボン市関係者による親善団体Freundeskreis EGV BONN e.V.が結成され、2014年7月11日にはボン市と友好関係締結が、2018年4月20日には市立Carl-Schurz小学校と後援関係締結がなされた。以来、艦長と市長は双方を度々訪問している。毎年クリスマスを記念して12月にボン市で開かれる市では、2010年から乗員によるグリューワインを販売する露店が出され、収益は慈善団体に寄付されている。2017年4月1日及び2019年4月7日にボン市で開催されたドイツ・ポスト・マラソンのハーフ・マラソン部門などに、乗員が同時刻に甲板を走る形で参加した。2020年2月25日及び2022年4月21日には、艦長らがCarl-Schurz小学校を訪れ寄付を届けている。同校の生徒は年に2回、ヴィルヘルムスハーフェンにボンを訪ね、同艦で一夜を過ごすのが例となっている。

## 脚註

### 註釈
1. ↑  日本海事新聞社及び海事プレス社は「Peene-Werft」を「ペーネ・ベルフト」と邦訳している[2][3]。
2. ↑  FBC Business Consultingは「Flensburger Schiffbau-Gesellschaft」を「フレンスブルガー・シッフバウ」と邦訳している[5]
3. ↑  時事通信社は「Fr. Lürssen Werft」を「リュールセン」と邦訳している[7]。
4. ↑  ベルリン級補給艦は、現在もしくは過去に首都機能が置かれた都市の名が命名されている[17]。
5. 1 2  ベルリン級補給艦は、MERZ（独: Marineeinsatzrettungszentrum）と呼ばれる26個の海上コンテナで構成される医療施設を積載することで、中規模の病院と同等の医療が提供できるよう設計されている[19][20]。既製艦の運用で、人道支援などで疾病治療の機会も少なからずあったことから、ボンに積載されるMERZは防疫などに考慮された仕様となった[20][21]。しかし、複数のコンテナをつなぎ合わせる構造には、NBC防護などが不十分となる欠点があるため、抜本的な対策として一体の構造物を甲板に艤装するiMERZ（独: integrierte Marine-Einsatz-Rettungszentrum）が開発された[22]。
6. ↑  同じベルリン級でもベルリン及びフランクフルト・アム・マインとボンでは、建造に10年の隔たりがあり、仕様も大きく異なる[27]。カナダ政府は進水直後のボンを評価し、次期海軍支援艦として採用した[27]。
7. ↑  日本国外務省及び日本放送協会は「Reykjavík」を「レイキャビク」と邦訳している[31][32]。
8. ↑  日本国外務省は「Las Palmas」を「ラスパルマス」と邦訳している[37]
9. ↑  北大西洋条約機構日本政府代表部は「Standing NATO Maritime Group 2」を「第2常設NATO海上部隊」と邦訳している[43]
10. ↑  日本国防衛省は「European Union Naval Force - Mediterranean」を「地中海EU海軍部隊」と邦訳している[59]